# Cuadrangular de Verano 1990
Previo al inicio del Campeonato Descentralizado 1990 se organizó un cuadrangular que se disputó íntegramente en el Estadio Alejandro Villanueva entre Alianza Lima, Sporting Cristal, Universitario y Sport Boys. El torneo se jugó con la modalidad de todos contra todos en tres fechas. Para cada fecha se programó un doblete con el primer partido a las 5 y el de fondo a las 7.

## Resultados
| Equipo           | Pts. | PJ | PG | PE | PP | GF | GC | Dif |
| ---------------- | ---- | -- | -- | -- | -- | -- | -- | --- |
| Alianza Lima     | 5    | 3  | 2  | 1  | 0  | 4  | 0  | +4  |
| Sporting Cristal | 4    | 3  | 2  | 0  | 1  | 6  | 3  | +3  |
| Universitario    | 2    | 3  | 0  | 2  | 1  | 2  | 4  | -2  |
| Sport Boys       | 1    | 3  | 0  | 1  | 2  | 2  | 7  | -5  |

| 18 de marzo de 1990, 17:00 | Universitario | 1:1 (0:0) | Sport Boys | Estadio Alejandro Villanueva, Lima |  |
|                            | Torrealva 75' |           | Flores 85' |                                    |  |

| 18 de marzo de 1990, 19:00 | Alianza Lima | 1:0 (1:0) | Sporting Cristal | Estadio Alejandro Villanueva, Lima                           |                                                              |
|                            | Rosinaldo 9' |           |                  | Asistencia: 26.103 espectadores Árbitro(s): Carlos Montalván | Asistencia: 26.103 espectadores Árbitro(s): Carlos Montalván |

| 21 de marzo de 1990, 17:00 | Sporting Cristal              | 3:1 (1:1) | Sport Boys                | Estadio Alejandro Villanueva, Lima |  |
|                            | Galván 16' 68' · Olivares 85' |           | Carlos Henrique Paris 45' |                                    |  |

| 21 de marzo de 1990, 19:00 | Alianza Lima | 0:0 | Universitario | Estadio Alejandro Villanueva, Lima |  |
|                            |              |     |               | Asistencia: 33.261 espectadores    |  |

| 29 de marzo de 1990, 17:00 | Sporting Cristal                  | 3:1 (2:0) | Universitario | Estadio Alejandro Villanueva, Lima |                                 |
|                            | Manassero 23' · Dall’Orso 35' 67' |           | Gonzáles 45'  | Asistencia: 10.000 espectadores    | Asistencia: 10.000 espectadores |

| 29 de marzo de 1990, 19:00 | Alianza Lima                               | 3:0 (2:0) | Sport Boys | Estadio Alejandro Villanueva, Lima |                                 |
|                            | Rosinaldo 16' · Reyes 44' · Hinostroza 84' |           |            | Asistencia: 10.000 espectadores    | Asistencia: 10.000 espectadores |

| Perú         |
| Campeón      |
| Alianza Lima |